# جون كينغ جونيور
جون كينغ جونيور (بالإنجليزية: John King, Jr.)‏ (ولد في 1975) هو الرئيس والمدير التنفيذي لصندوق التعليم.  وشغل منصب وزير التعليم الأمريكي العاشر من عام 2016 حتى عام 2017.  وشغل قبل هذا منصب نائب الوزير بالنيابة، ومن 2011 إلى 2014 كان مفوض ولاية نيويورك للتعليم.  وقد وجه له وزير التعليم السابقة، آرني دنكان، مهمة تنفيذ قانون عدم ترك أي طفل؛ ومع ذلك، كان كينغ ملزما بتنفيذ أحكام القانون المعدل خلف هذا القانون، وهو قانون نجاح كل طالب. 